# Tricholepis karensium
Tricholepis karensium là một loài thực vật có hoa trong họ Cúc. Loài này được Kurs miêu tả khoa học đầu tiên năm 1872.